# Heligmonevra cheriani
Heligmonevra cheriani är en tvåvingeart som beskrevs av Joseph och Parui 1980. Heligmonevra cheriani ingår i släktet Heligmonevra och familjen rovflugor.
Artens utbredningsområde är Tamil Nadu (Indien). Inga underarter finns listade i Catalogue of Life.